# Semáforo (comunicación)

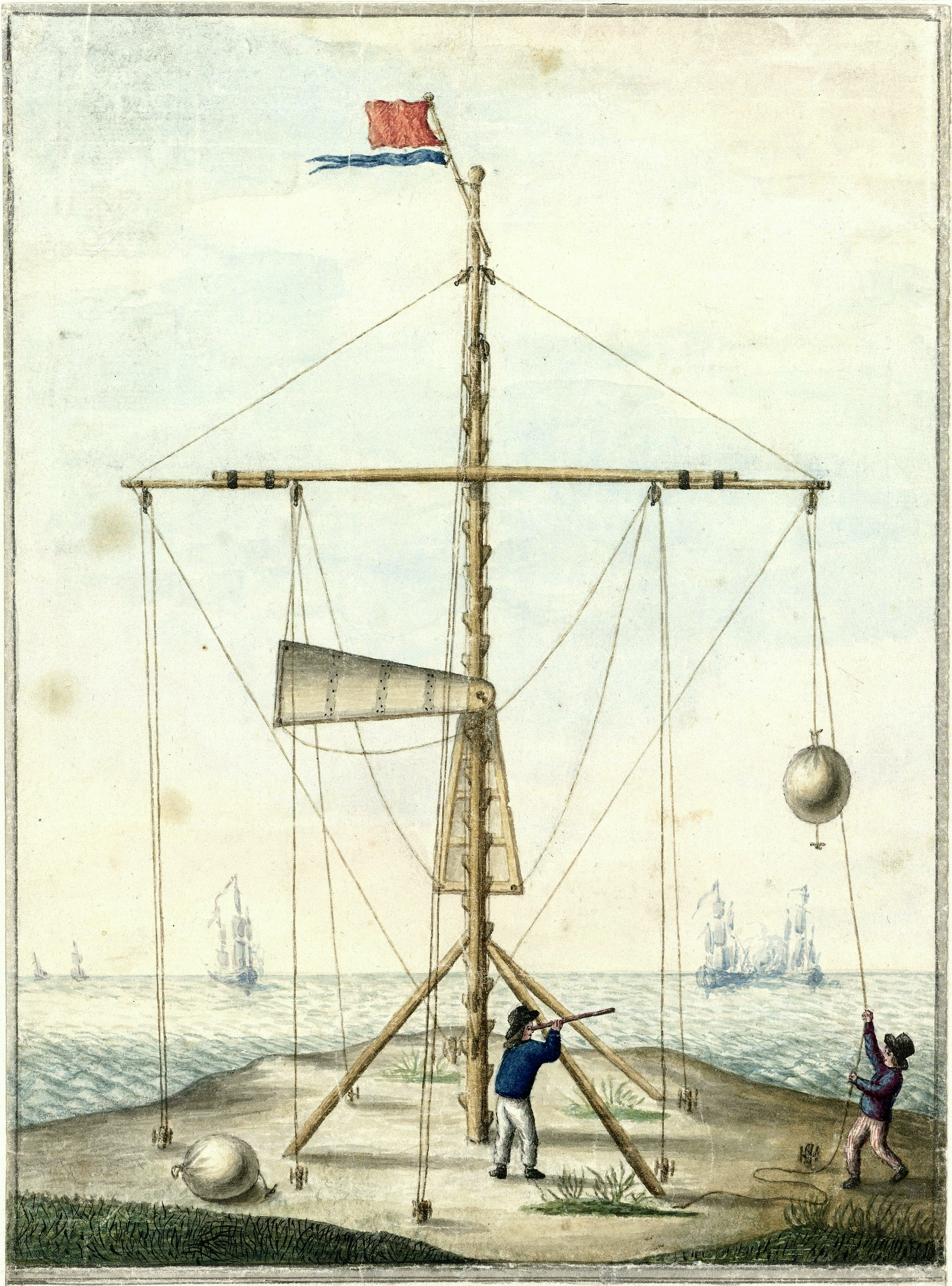
Semáforo costero con brazos móviles en Scheveningen, hacia 1799

Semáforo (del griego sema "signo, señal" y phoros "portador") es un "sistema de señalización" que permite crear una señal visual transmitida a distancia. Se puede realizar un semáforo con dispositivos que incluyen: fuego, luces, banderas, luz solar y brazos en movimiento. Los semáforos se pueden utilizar para la telegrafía cuando se dispone de redes conectadas visualmente, o para la señalización de tráfico como los sistemas ferroviarios o los semáforos de las ciudades.
No se han contemplado en esta entrada otro tipo de mecanismos de comunicaciones basadas en señales de humo o tambores.

## Fuego
Los semáforos "estructurados" más antiguos conocidos en el occidente.
El Phryctoriae era un sistema de semáforos utilizado en la Antigua Grecia para la transmisión de mensajes específicos ya preestablecidos. Las torres se construyeron en cimas de montañas seleccionadas, de modo que una torre, la phryctoria, era visible desde la siguiente torre, normalmente a veinte millas de distancia. Las antorchas se encendían en una torre, después en la siguiente torre y así sucesivamente. La historia cuenta que así se transmitió, a lo largo de más de 600kms, la caída de Troya, requiriendo una noche completa para transmitir un solo bit de información...
Les sucedieron los llamados semáforos hidráulicos, en los que mediante un reloj de agua se podían transmitir mensajes preestablecidos a horas sincronizadas. Así, cuando se encendia un fuego a una determinada hora, se estaba enviando el mensaje asociado a dicha hora.

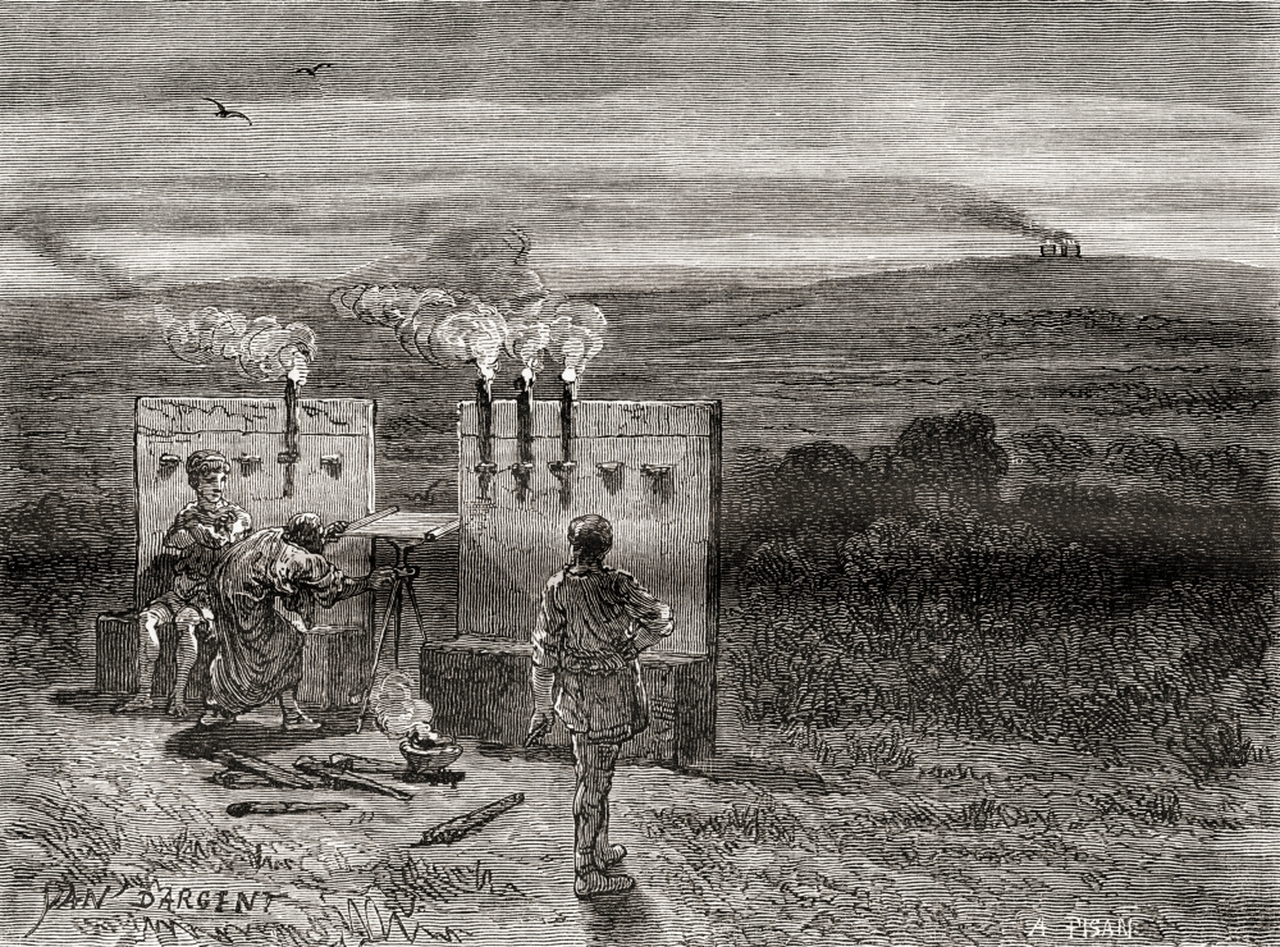

Posteriormente, ca 150 a. C., existió en la Antigua Grecia un sistema de semáforos (Pirseia) que permitían remitir todo tipo de mensajes, empleando la tabla de Polibio para representar los mensajes a transmitir. Se empleaban dos paneles con cinco antorchas cada panel, en cada torre de transmisión.
El sistema es ampliamente descrito por Polibio en el tomo II libro décimo de sus Historias, así como por Luis Figuier en Les Merveilles de la science ou description populaire des inventions modernes.
El sistema de balizas bizantino fue un sistema de semáforos desarrollado en el siglo IX durante las guerras árabe-bizantinas. El Imperio Bizantino utilizó un sistema de balizas para transmitir mensajes desde la frontera con el califato abbásida a través de Asia Menor hasta la capital bizantina, Constantinopla. La línea principal de balizas se extendía por unos 724,2 km con estaciones situadas desde el 96,6 km hasta 56,3 km. Se podría enviar un mensaje a lo largo de la línea en aproximadamente una hora. Se hizo una hoguera en la primera baliza y se transmitió por toda la línea de torres hasta Constantinopla.
El Faro de Alejandría era una torre alta de 100 metros (328,1 pies) de altura total con un fuego en la parte superior para proporcionar una baliza de navegación para los buques en la antigüedad. El faro fue construido en el siglo II y se considera una de las Siete Maravillas del Mundo Antiguo, que permaneció una de las estructuras artificiales más altas del mundo durante varios siglos. La Torre de Hércules en A La Coruña, España, fue un faro romano del siglo II que utilizaba un gran fuego como faro de advertencia para los barcos que pasaban.
Una señal de humo es una de las formas más antiguas de semáforo para la comunicación a larga distancia. El humo se utiliza para transmitir noticias, señalizar peligro o reunir a personas en una zona común.

## Luces

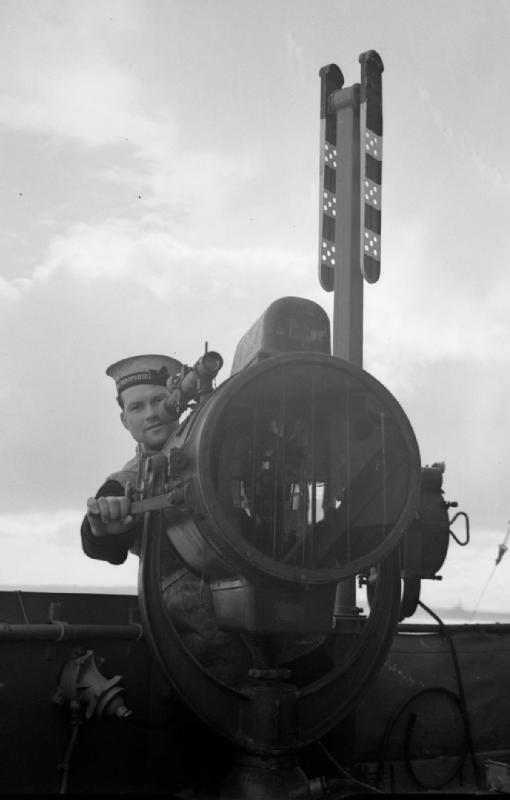
Marinero con luz de señalización

Una lámpara de señal es un sistema de semáforo que utiliza un dispositivo de señalización visual, a menudo utilizando código Morse. En el siglo XIX, la Royal Navy empezó a utilizar luces de señalización. En 1867, entonces capitán, después vicealmirante, Philip Howard Colomb por primera vez empezó a utilizar puntos y guiones de una lámpara de señal.
El faro moderno es un semáforo que utiliza una torre, un edificio u otro tipo de estructura diseñada para emitir luz de un sistema de luces y lentes y servir como ayuda a la navegación para los pilotos marítimos en el mar o en las vías navegables. Los faros marcan costas peligrosas, bancos peligrosos, arrecifes, rocas y entradas seguras en los puertos; también ayudan a la navegación aérea. Originalmente iluminado por fuegos abiertos y velas traseras, la lámpara de mecha vacía y el reflector parabólico de Argand se introdujeron a finales del siglo XVIII. La fuente de luz se llama "luz" y la luz se concentra, por la "lente" u "óptica". El aceite de ballena también se utilizaba con mechas como fuente de luz. El queroseno se hizo popular en la década de 1870 y la electricidad y el carburo ( gas acetileno ) empezaron a sustituir al queroseno a finales del siglo XX. Carbide fue promovido por la luz Dalén que encendía automáticamente la luz por la noche y la apagaba al amanecer. La llegada de la electrificación y los cambiadores automáticos de luces empezaron a dejar obsoletos a los fareros. Las mejoras en la navegación marítima y la seguridad con sistemas de navegación por satélite como el Sistema de Posicionamiento Global (GPS) han llevado a la eliminación progresiva de los faros no automatizados en todo el mundo.

## Banderas

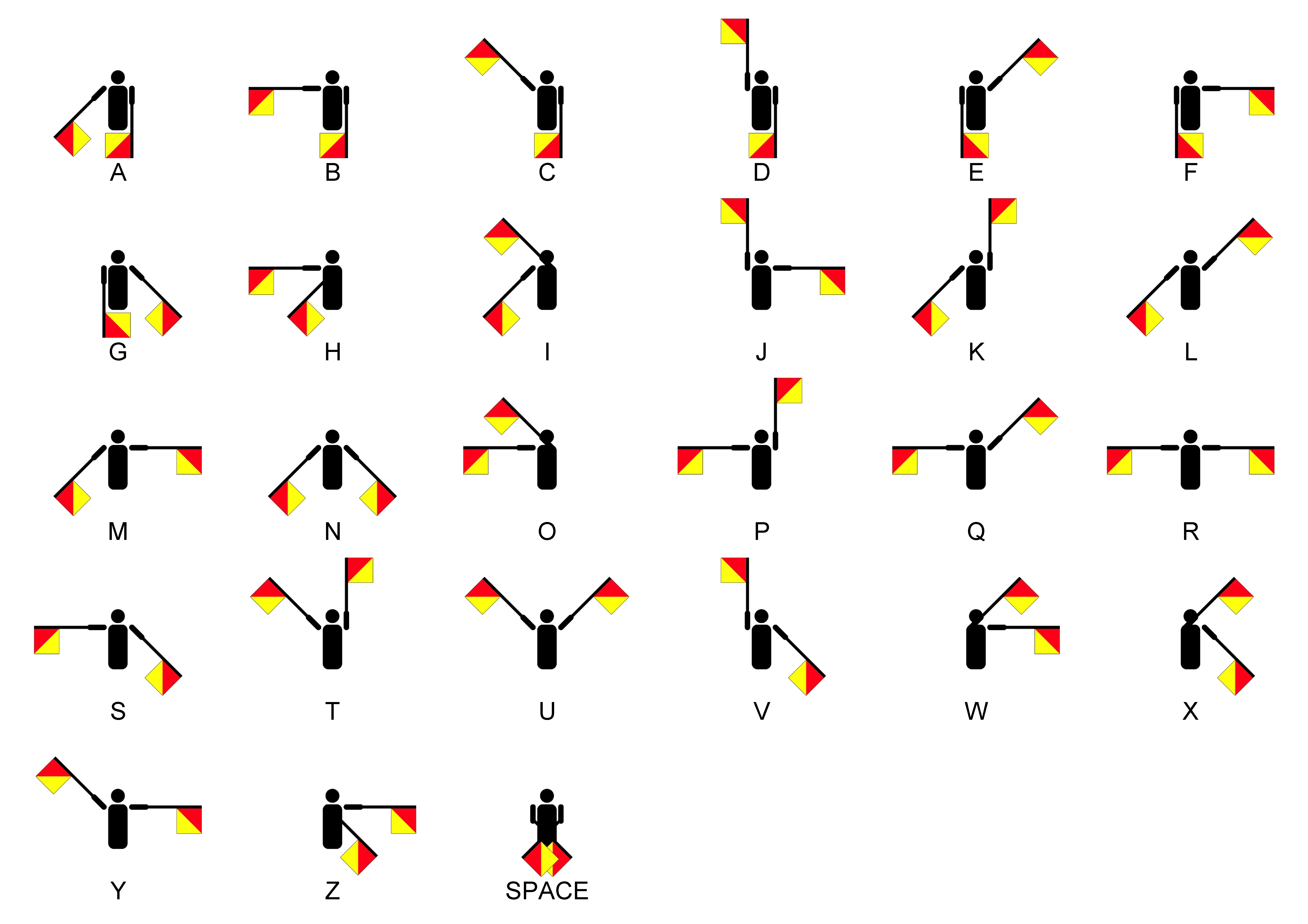
Alfabeto de bandera

Un semáforo de banderas es el sistema de telegrafía que transmite información a distancia mediante señales visuales con banderas de mano, varillas, discos, palas o, ocasionalmente, manos desnudas o enguantadas. La información está codificada por la posición de las banderas.
Aún se utiliza durante la reposición en curso en el mar y es aceptable para comunicaciones de emergencia a la luz del día o con varillas iluminadas en lugar de banderas, por la noche.

## La luz del sol

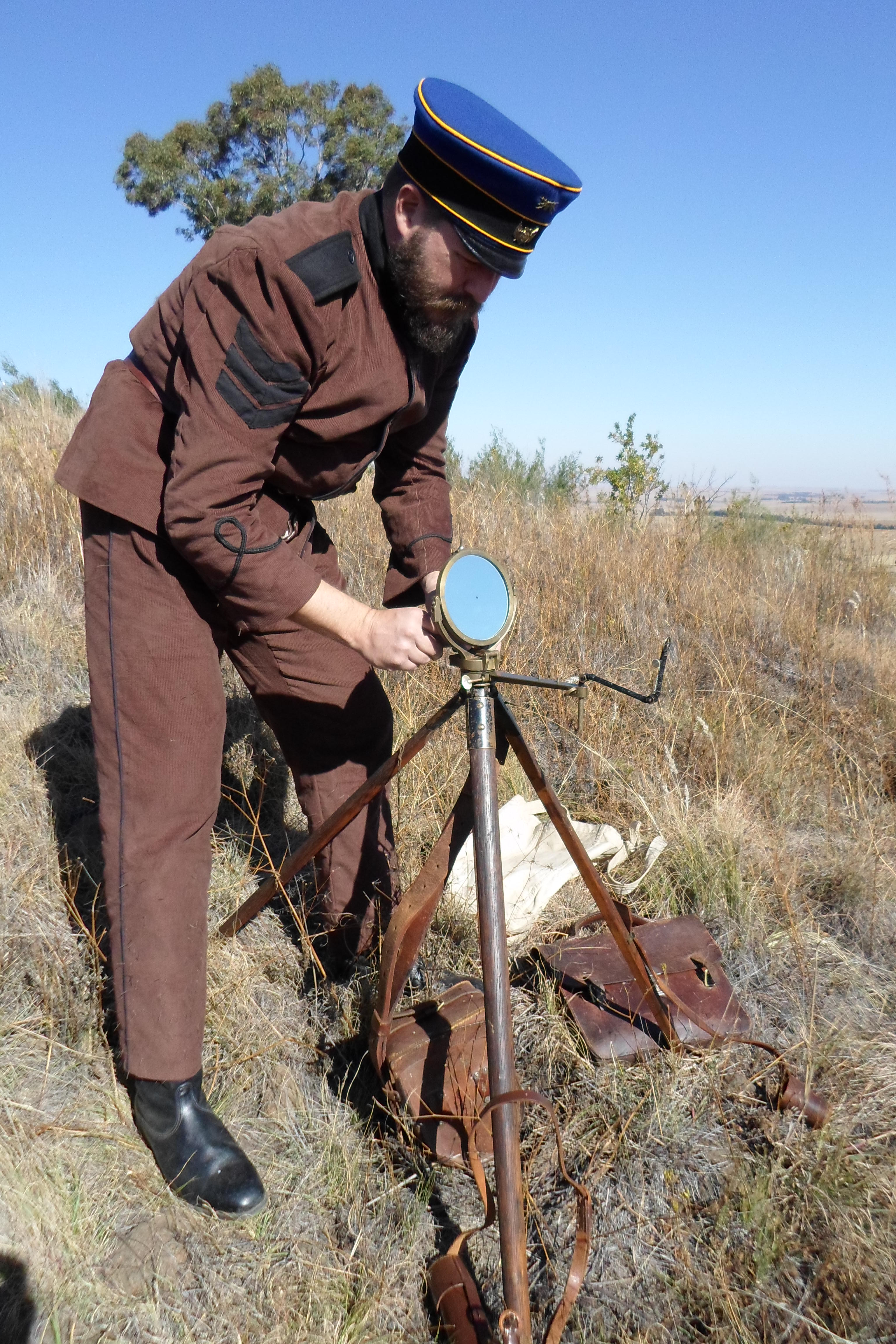
Heliografía

Un heliógrafo es un semáforo que señaliza con flashes de luz solar mediante un espejo, a menudo en código Morse. Los flashes se producen girando momentáneamente el espejo o interrumpiendo la luz solar con un obturador. El heliógrafo fue un instrumento sencillo pero eficaz para la comunicación óptica instantánea a largas distancias a finales del siglo XIX y principios del XX. Los usos principales eran para trabajos militares, de topografía y de protección forestal. Las heliografías fueron emitidas habituales en los ejércitos británico y australiano hasta la década de 1960 y fueron utilizados por el ejército paquistaní hasta 1975.

## Brazos en movimiento

### Telégrafo óptico

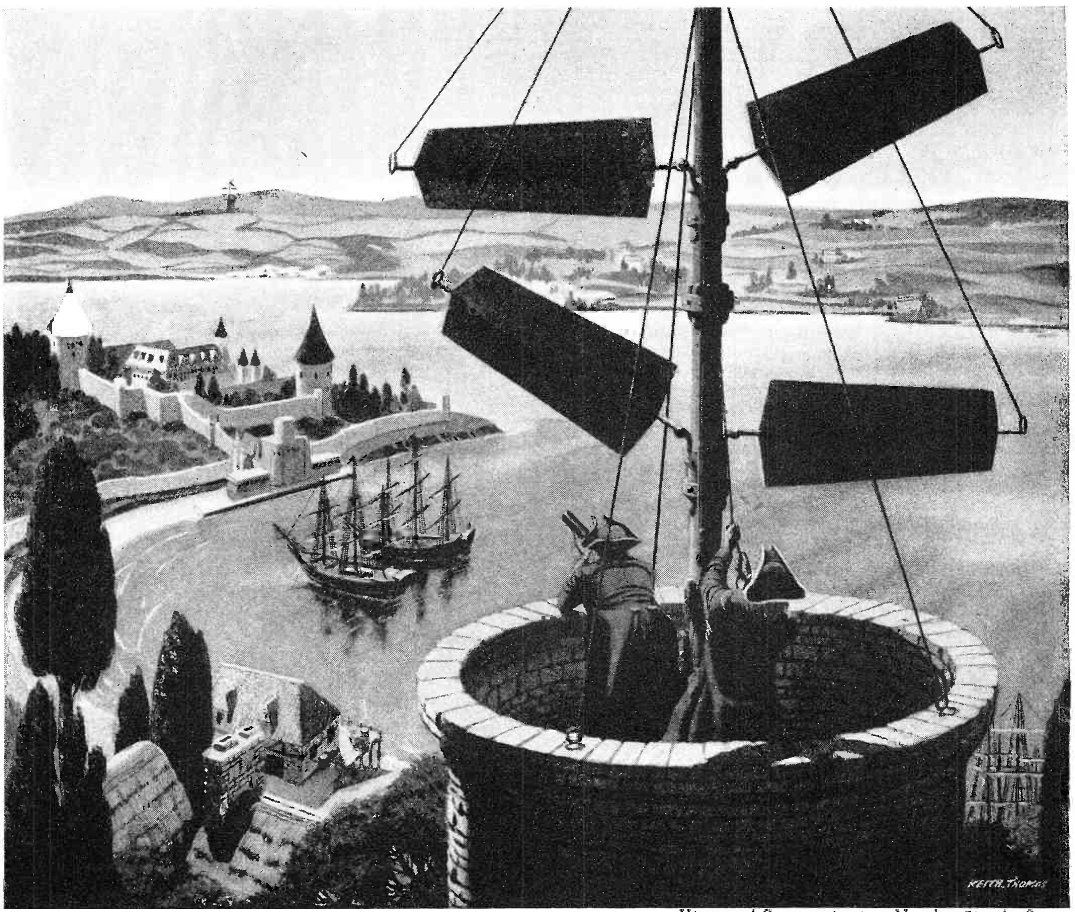
Línea de semáforos napoleónicos

En 1792 Claude Chappe, un clérigo de Francia, inventó un telégrafo semáforo terrestre, que utiliza brazos indicadores pivotantes y transmite información según la dirección que apuntan los indicadores y fue popular a finales del siglo XVIII y principios del XIX. Las torres de relieves se construyeron con una línea de visión en cada torre a separaciones de 5-20 millas (8-32 km). En la parte superior de cada torre se encontraba un aparato, que utiliza brazos indicadores pivotantes y transmite información según la dirección que apuntan los indicadores. Un observador de cada torre miraba la torre vecina a través de un telescopio y cuando los brazos del semáforo comenzaban a moverse escribiendo un mensaje, pasarían el mensaje a la siguiente torre. Esta primera forma de sistema de telégrafo era mucho más eficaz y eficiente que los corredores de correo para transmitir un mensaje a largas distancias. La línea de visión entre las estaciones de relieve estaba limitada por la geografía y el tiempo. Además, la comunicación visual no podría atravesar grandes masas de agua.
Un ejemplo tuvo lugar durante la época napoleónica, durante la cual se construyeron estaciones para enviar y recibir mensajes utilizando el llamado semáforo napoleónico. Esta forma de comunicación visual era tan efectiva que los mensajes que normalmente tardaban días en ser transmitidos, podían enviarse en pocas horas.

## Señal ferroviaria

Brazos pivotantes del ferrocarril

La señal del semáforo ferroviario es una de las primeras formas de señales ferroviarias fijas. Estas señales muestran sus distintas indicaciones a los conductores del tren cambiando el ángulo de inclinación de un "brazo" pivotado. Un solo brazo que pivota está unido a un palo vertical y puede tomar una de las tres posiciones. La posición horizontal indica detenerse, la vertical significa todo claro y la inclinada indica seguir adelante bajo control, pero espera detenerse. Los diseños han cambiado a lo largo de los años y las señales de luz de color han sustituido las señales de los semáforos en la mayoría de países.

## Hidráulico
El término telégrafo hidráulico se refiere a dos sistemas de semáforos distintos que implican un telégrafo hidráulico. El más antiguo se desarrolló en la Grecia del siglo IV a. C., mientras que el otro se desarrolló en Gran Bretaña del siglo XIX. El sistema griego se desplegó en combinación con fuegos semafóricos, mientras que el último sistema británico funcionaba exclusivamente por presión de fluido hidráulico.

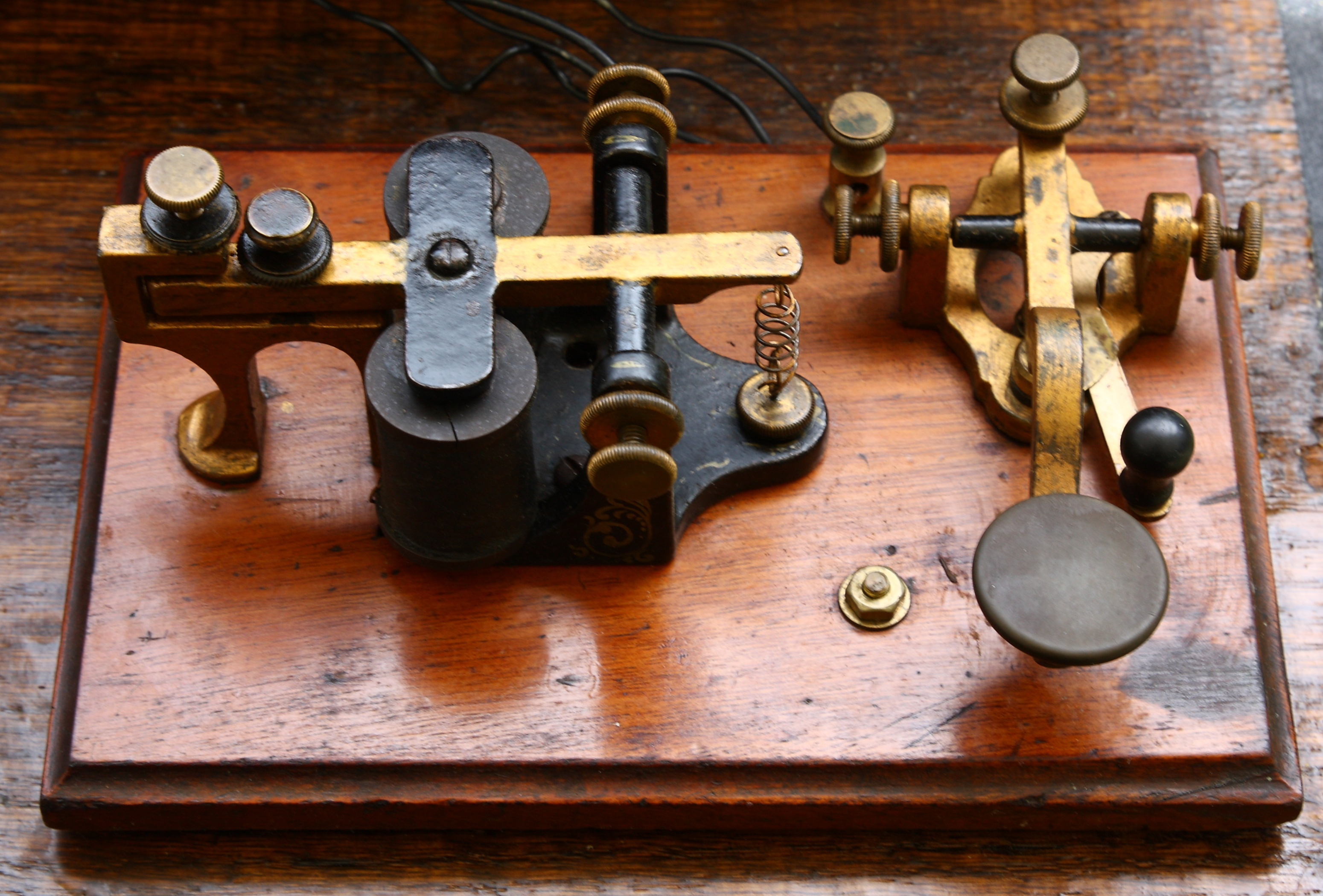
Telégrafo eléctrico

A principios de 1800, se inventó el telégrafo eléctrico que permitía enviar mensajes, carácter a carácter, a través de un cable. En 1835, el inventor estadounidense Samuel Morse creó un sistema de lenguaje de puntos y guiones que representaba tanto letras como números, llamado código Morse. En 1837, los inventores británicos William Fothergill Cooke y Charles Wheatstone obtuvieron una patente para el primer telégrafo comercialmente viable. En la década de 1840, con la combinación del telégrafo y el código Morse, se sustituyó el sistema de semáforos. El telégrafo se siguió utilizando comercialmente durante más de 100 años y todavía es utilizado por los entusiastas de la radioafición. Las telecomunicaciones evolucionaron sustituyendo el telégrafo eléctrico con la llegada de la telegrafía inalámbrica, la teletipo, el teléfono, la radio, la televisión, la telecomunicación por satélite, el teléfono móvil, Internet y la banda ancha.